# Am Hafen (Wismar)

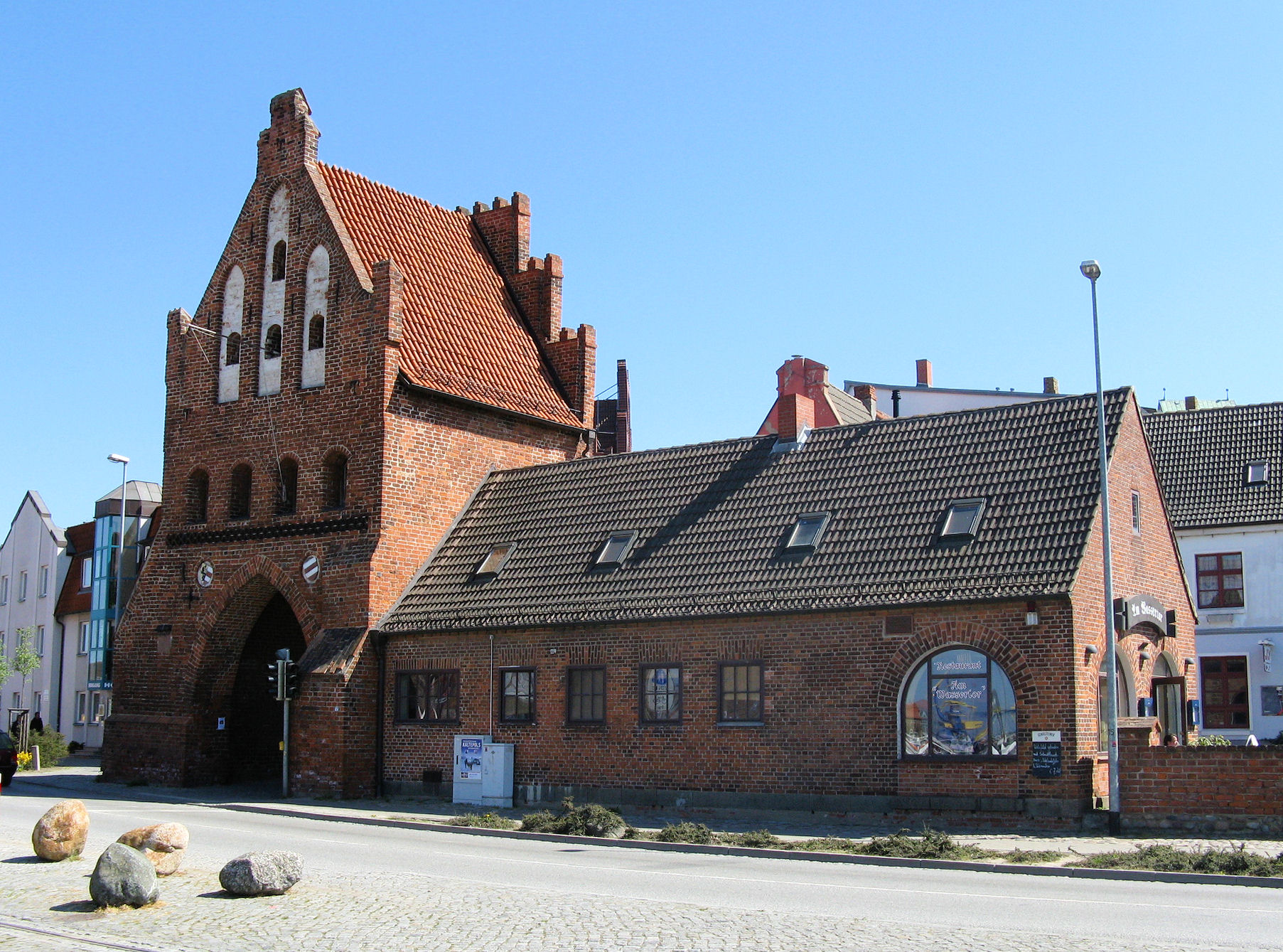
Wassertor von 1450

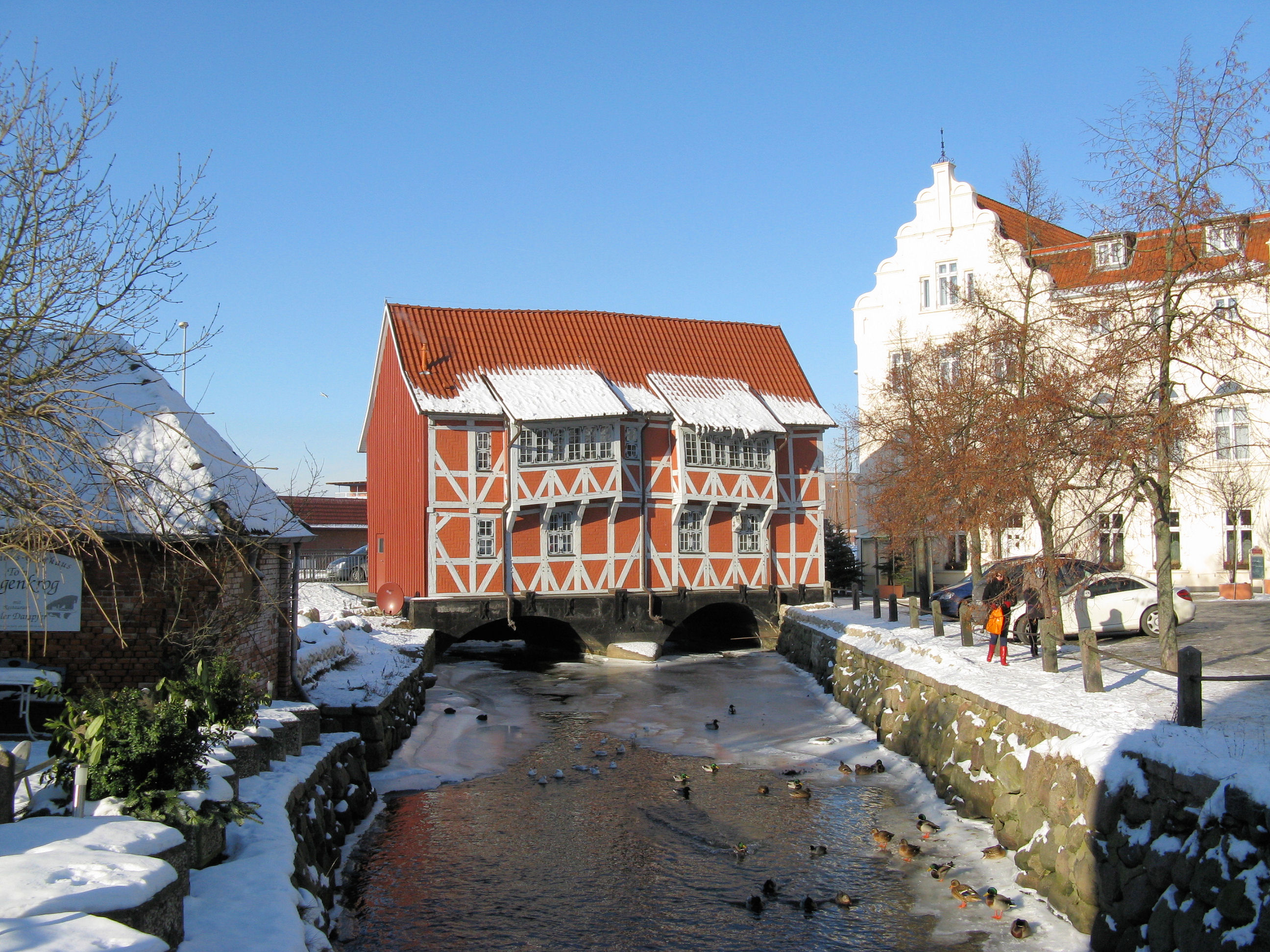
„Gewölbe“ über der Runden Grube

Die historische Straße Am Hafen ist in Wismar zwischen Altstadt und Altem Hafen, die beide unter dem besonderen Schutz der UNESCO stehen, nachdem Wismar 2002 in die Welterbeliste aufgenommen wurde.
Sie führt in Süd-Nord-Richtung und dann Ostrichtung von der Ulmenstraße / Schiffbauerdamm / Fischerreihe zur Kopenhagener Straße und Wasserstraße vorbei am Alten Hafen.

## Nebenstraßen

Wismar zur Zeit der Hanse

Die Nebenstraßen und Anschlussstraßen wurden benannt als Ulmenstraße nach dem Baum, Schiffbauerdamm nach den Bootsbauern, Fischerreihe um 1820 (zuvor Teil der Fischergrube), Am Platz seit 1873, früher Bauholz- und Steinlager, Runde Grube nach dem regulierten Bach, Am Lohberg seit 1437 supra Loberge mit unklarer Bedeutung, Spiegelberg seit 1250/1275 spegelberch oder mons speculi nach dem Spiegel und dem Berg, aber mit unklarer Bedeutung, Stockholmer Straße nach der schwedischen Hauptstadt, sehr schmale Fischerstraße 1428 erwähnt nach dem Amtshaus der Fischer, Kopenhagener Straße nach der dänischen Hauptstadt und Wasserstraße als neue Straße nach dem Abriss der Stadtmauer.

## Geschichte

### Name
Die Straße wurde benannt nach dem historischen Alten Hafen in Wismar aus der Zeit vor Beginn des Industriezeitalters als heute attraktiver Ort Wismars mit u. a. dem Löwe-Speicher (Silo 1), Kruse-Speicher (Silo 2) Ohlerich-Speicher (Silo 3) und Thormann-Speicher sowie dem Baumhaus (Wismar), der Poeler Kogge und einem Einkaufs- und Dienstleistungszentrum sowie dem 5-geschossigen Parkhaus Altstadt-Hafen (siehe dazu Stockholmer Straße).

### Entwicklung

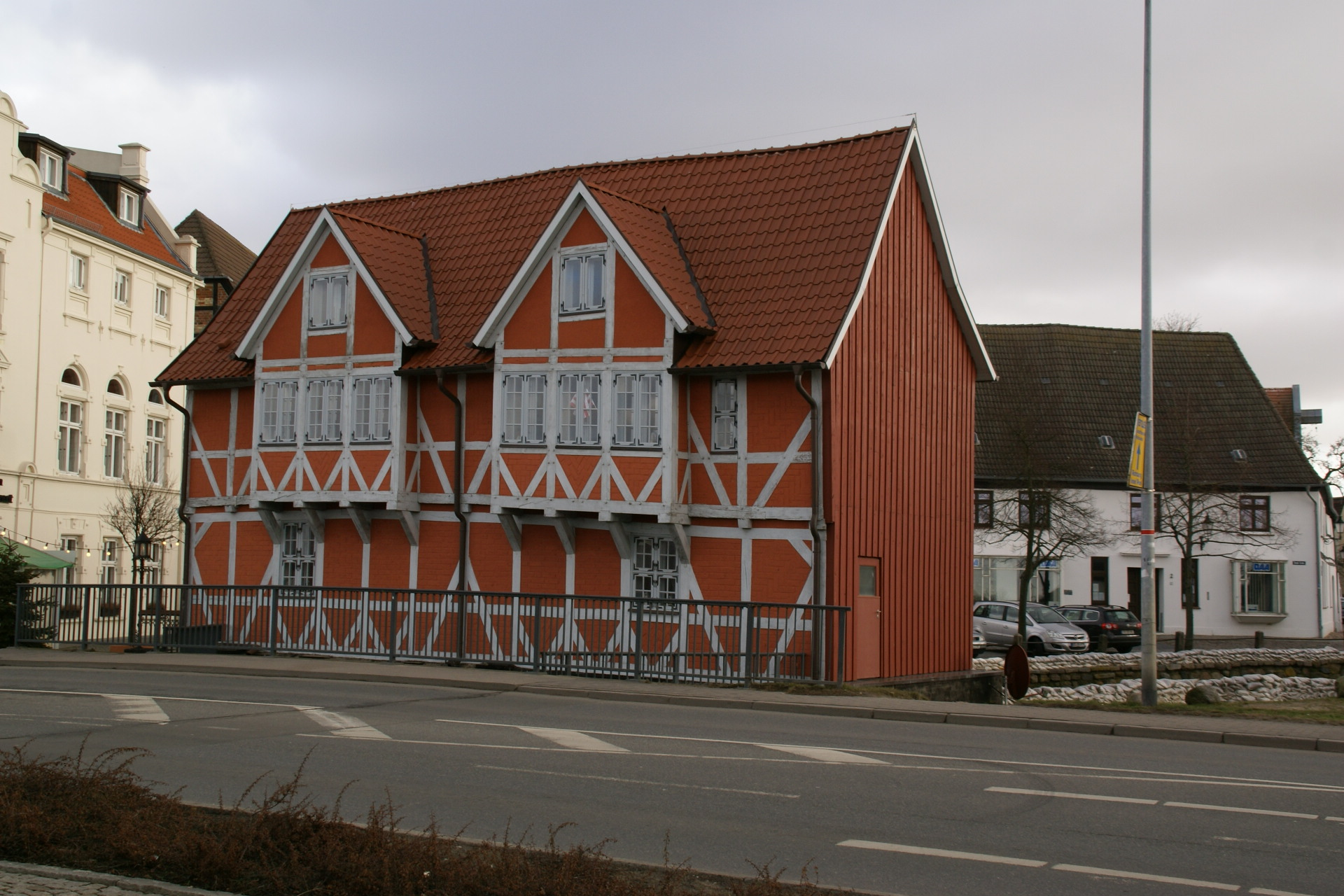
Das Rote Haus bzw. Gewölbe

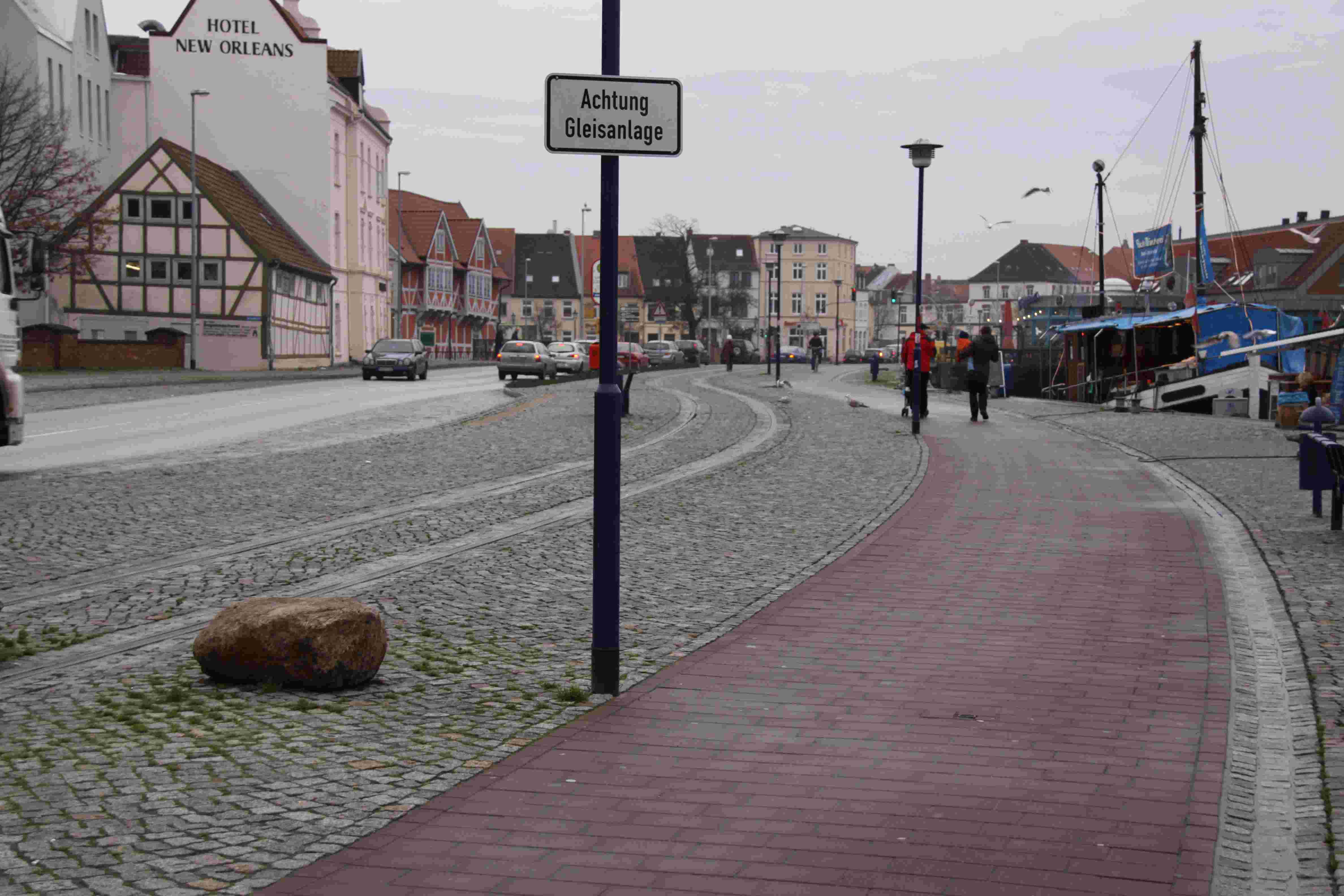
Straße mit Gleis

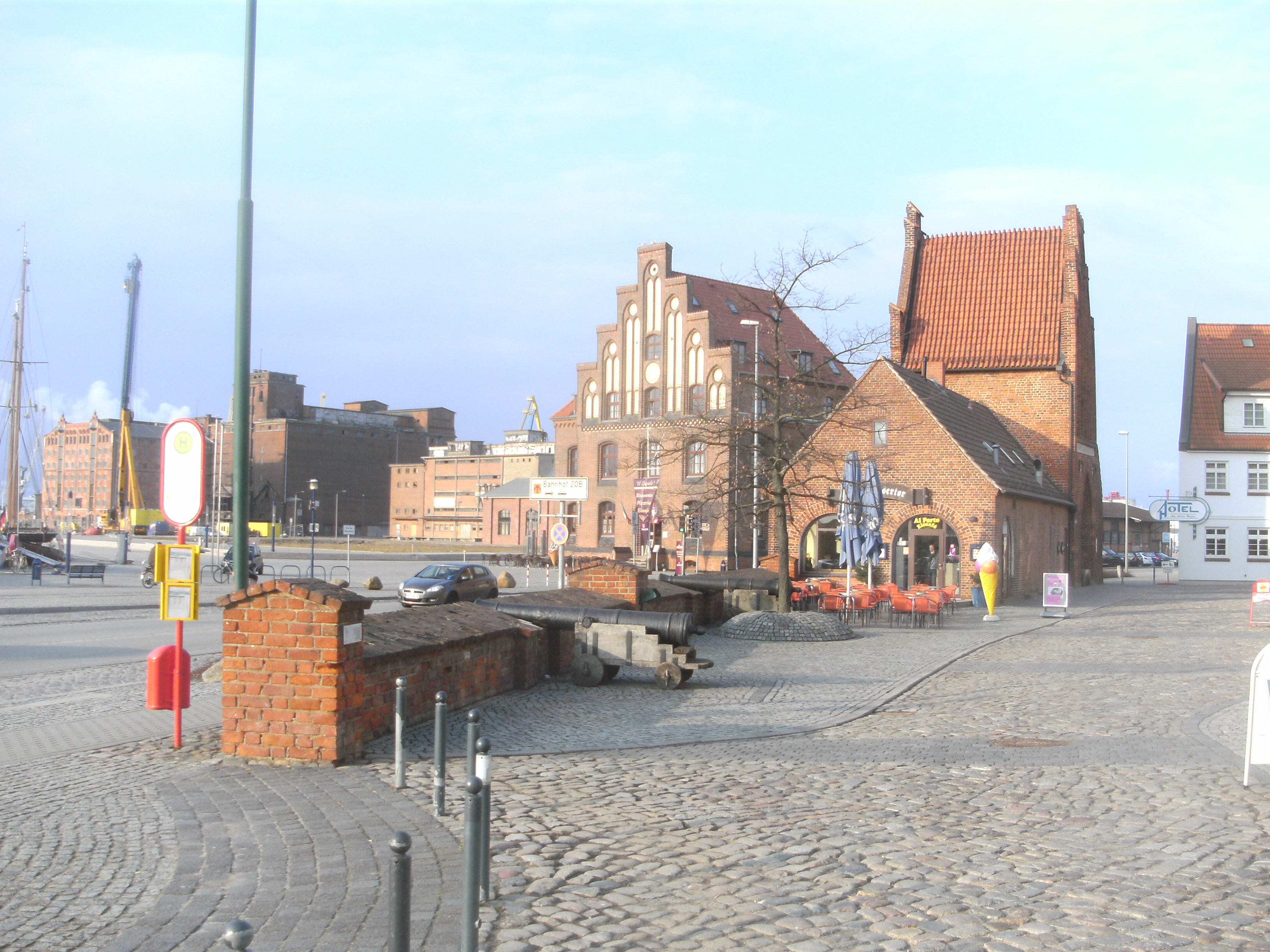
Speicher, Zollhaus, Wassertor, Stadtmauerrest mit Vorderladern

Wismar wurde im Mittelalter ein wichtiges Mitglied der Hanse.
Ab etwa 1276 umschloss Wismar eine Stadtmauer, die im 17. Jahrhundert zur Festung Wismar ausgebaut wurde. Ab 1721 wurde die Festung reduziert. Westlich der Straße lag der Abschnitt der Stadtmauer am Wassertor, mit sechs Wehrtürmen und einem Tor. Ab 1869 wurden hier Mauer, Türme und ein Tor abgerissen, um die Stadtentwicklung zu verbessern und vor der Mauer wurde die Straße gebaut.
Die Straße entwickelte sich als Teil des äußeren Straßenringes um die Altstadt mit den weiteren Straßen Wasserstraße, Bahnhofstraße, Bauhofstraße, Dr.-Leber-Straße, Dahlmannstraße und Ulmenstraße.

## Gebäude, Anlagen (Auswahl)
An der Straße stehen sehr uneinheitlich zumeist zwei- bis viergeschossige Häuser. Die mit (D) gekennzeichneten Häuser stehen unter Denkmalschutz. Aufstellung von Süden nach Nordosten:
West-/Südseite:
- Runde Grube Nr. 4: 2-gesch. Fachwerkhaus bekannt als Rotes Haus Wismar (D) auf dem sogenannten Gewölbe über der Grube
- Runde Grube Nr. 3: 3-gesch. Hotel mit Treppengiebel und Restaurant
- Nr. 14a: 4-gesch. Giebelwohnhaus mit Segelmacherei
- Nr. 14a: 2-gesch. Lager- und Werkstattgebäude der Segelmacherei als Fachwerkbau, saniert 1998/99[3]
- Häuser der Straße Am Lohberg mit u. a. Brauhaus am Lohberg als Fachwerkhaus von 1452 und Reste der Stadtmauer mit zwei alten gegossenen Vorderladern auf Radlafetten
- Wassertor von 1450 im Stil der Backsteingotik, letztes erhaltenes Stadttor von ehemals fünfen.
- Spiegelberg Nr. 61–65: 2- und 3-gesch. Hotel Am Alten Hafen und Ferienwohnungen
- Nr. 1: 2-gesch. Gebäude mit Club Maritim und Gedenktafel zum 1921 hier gedrehten expressionistischen Film Nosferatu – Eine Symphonie des Grauens unter Regie von Friedrich Wilhelm Murnau über die Sagengestalt Nosferatu.
- Am Hafen / Fischerstraße: 3-gesch. Eckhaus mit Staffelgeschoss

Hafenseite:
- Nr. 6: 1-gesch. neueres Gebäude mit Bistro am Hafen
- Schiffbauerdamm Nr. 1: 1-gesch. neueres Haus mit Steak- und Fischrestaurant
- Schiffbauerdamm Nr. 3: 2-gesch. neueres Gebäude mit Restaurant Oberdeck
- Nr. 1a: 2-gesch. verklinkertes neogotisches Altes Zollhaus von 1888 (D) mit Treppengiebel, Giebelrisalit, Ferienwohnungen und Restaurant
- Nr. 2: 2-gesch. Haus mit Laden und Ferienwohnung Pier 16
- Nr. 5: 2-gesch. neuere verklinkerte 8 und 9 Giebelhäuser als Ferienwohnanlage Lotsenhus sowie mit Restaurants, Läden und Büros
- Stockholmer Straße Nr. 10: 4-gesch. verklinkertes Appartementhaus Pier One
- Kutterfischer am westlichen Hafenkai
- Stockholmer Straße Nr. 1: 1-gesch. Markt- und Eventhalle Wismar
- Parkplatz und Parkhaus Altstadt / Am Hafen

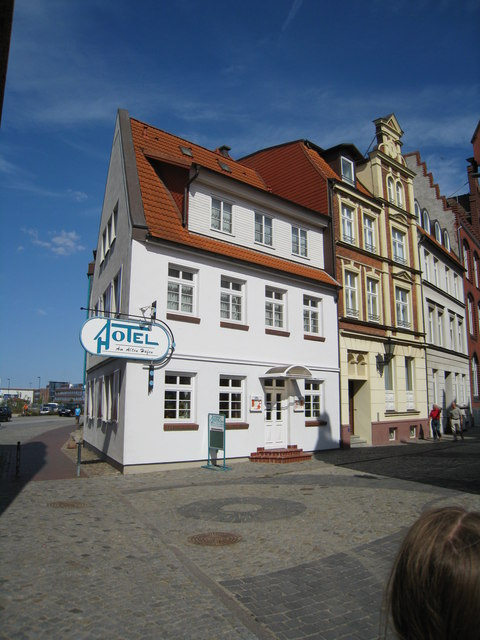
Hotel Am Alten Hafen
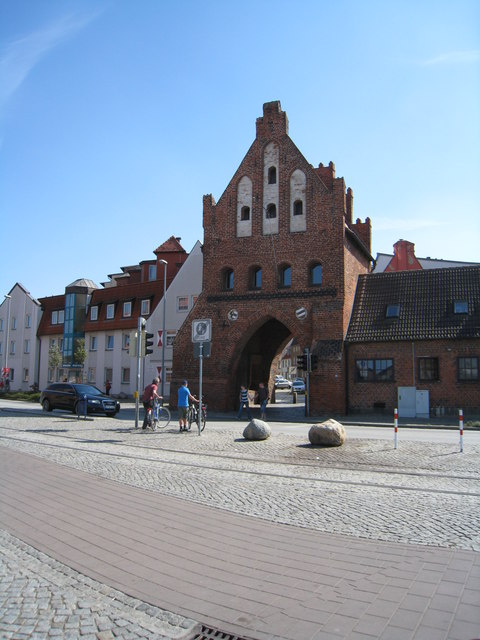
Wassertor
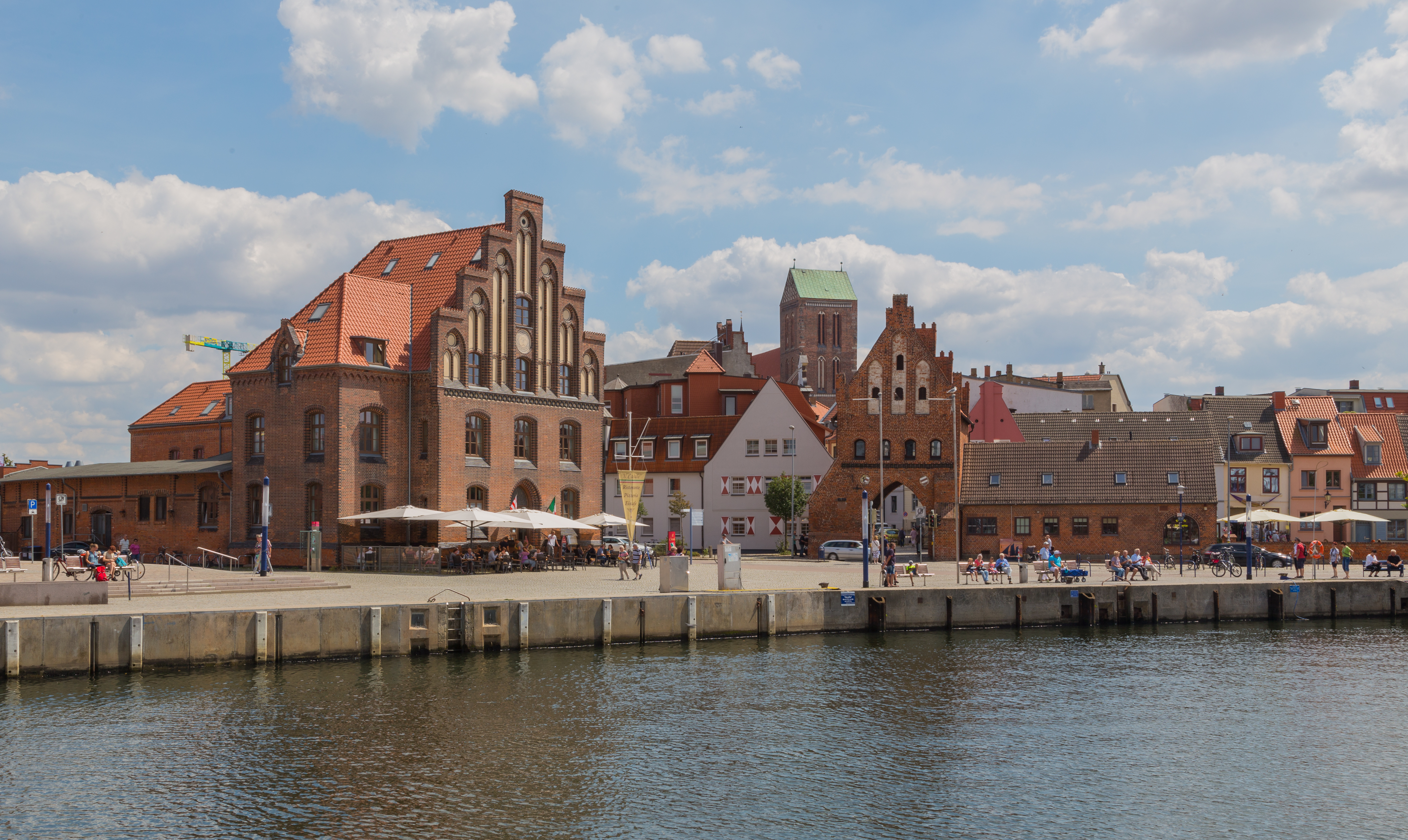
Zollhaus, Wassertor + Straße
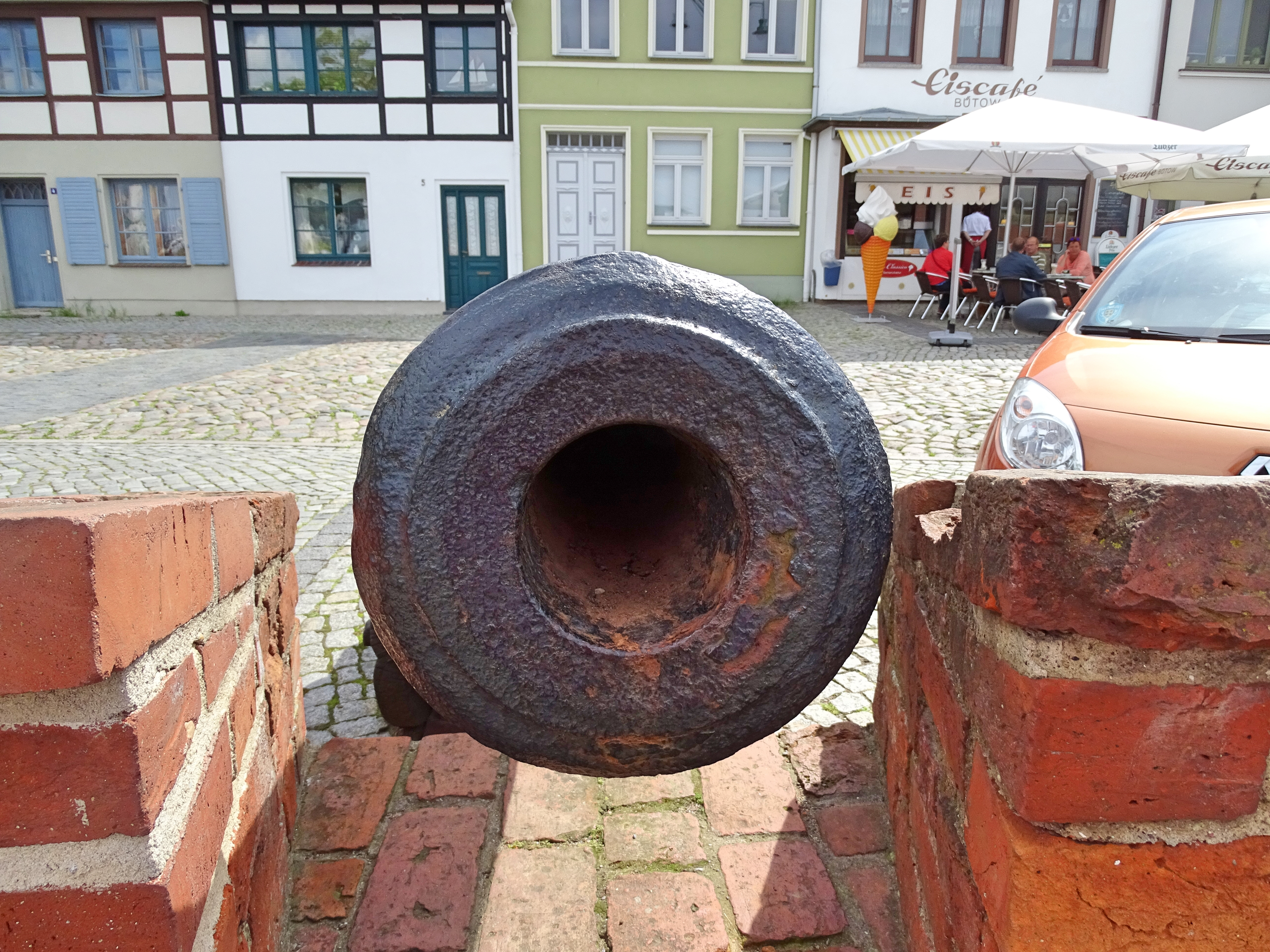
Kanone und Am Lohberg
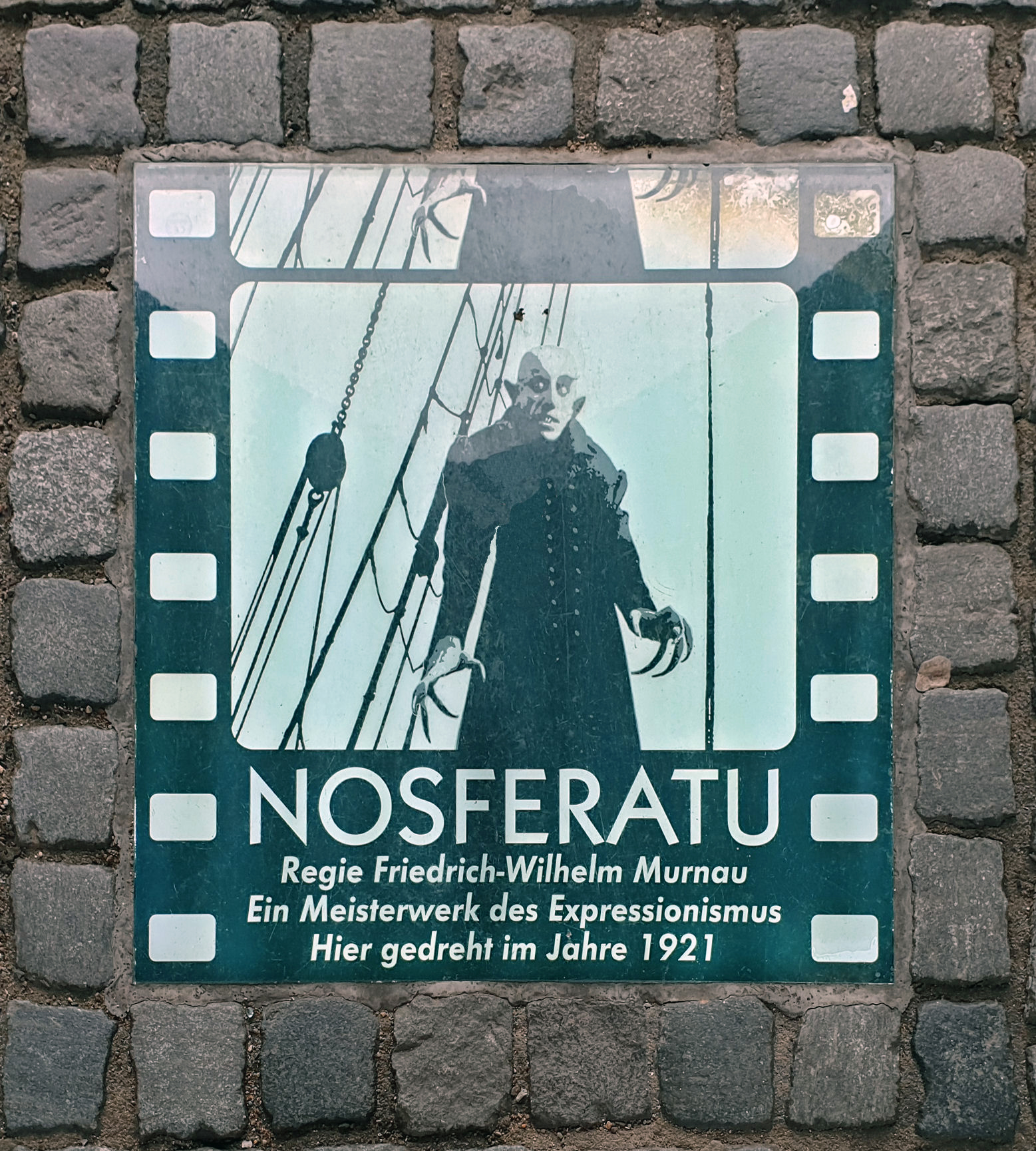
Nr. 1: Gedenktafel Nosferatufilm